# Коротконадкрил
Коротконадкри́л (лат. Necydalis Linnaeus, 1758) — рід жуків з родини Вусачі.
В Українських Карпатах поширений лише один вид:
Коротконадкрил великий (Necydalis major Linnaeus, 1758)